# Салтыков, Иван Алексеевич
Иван Алексеевич Салтыков (1716—1773) — русский военачальник, сын внучатого племянника императрицы Анны Иоанновны. Родился в середине 1710-х гг (вероятно, в 1716 г.). Отец видного государственного деятеля Николая Салтыкова.

## Биография
Сын Алексея Петровича Салтыкова (ок. 1688) и его жены, Екатерины Фёдоровны Строгановой (ок. 1678)
Служил в артиллерии. Участник похода русского корпуса в Германию в ходе войны за Австрийское наследство. Генерал-поручик с 1755. С 1756 начальник полков, состоящих в Оренбургской губернии.
В Семилетнюю войну командовал пехотными полками, перевозимыми морем из Ревеля в Ригу весной 1757 года. Участник осады Мемеля, где командовал бригадой из четырёх пехотных полков. В составе дивизии генерал-аншефа Фермора сражался под Гросс-Егерсдорфом. При занятии Восточной Пруссии зимой 1757—1758 году командовал дивизией. Такую же должность занимал при Цорндорфе, где был ранен и попал в плен, из которого был выкуплен осенью того же года. В следующем году в составе первой дивизии Фермора участвовал в Кунерсдорфском сражении.
В 1762 г. уволен в отставку с чином полного генерала. Умер в Москве в 1773 г.
Семья:
Был женат на Анастасии Петровне Толстой (1720).
Дети:
• Николай (1736 - 1816).
• Мария (1738 - 1807), замужем за С. В. Нарышкиным
• Наталья (1742 - 1782), замужем за А.П. Мельгуновым.
• Алексей (1742 - 1781), генерал-майор, глава Тамбовского наместничества.
• Александра (ок. 1744 - 1782), замужем за С.И. Глебовым.
• Анна (ок. 1740 - 1779), в замужем за М.И. Мусиным-Пушкиным.